# Христофоровка (Молдова)
Христофоровка (рум. Hristoforovca) — село в Унгенском районе Молдавии. Наряду с селом Пырлица входит в состав коммуны Пырлица.

## География
Село расположено на высоте 77 метров над уровнем моря.

## Население
По данным переписи населения 2004 года, в селе Христофоровка проживает 570 человек (289 мужчин, 281 женщина).
Этнический состав села:
| Национальность | Число жителей | Процентный состав |
| -------------- | ------------- | ----------------- |
| молдаване      | 541           | 94.91             |
| украинцы       | 20            | 3.51              |
| русские        | 7             | 1.23              |
| румыны         | 1             | 0.18              |
| прочие         | 1             | 0.18              |
| Всего          | 570           | 100%              |